# Grand blue
「grand blue」（グランド・ブルー）は、北原愛子の楽曲で、1枚目のシングルである。2002年5月29日に発売（発売元はGIZA studio）。
メジャーデビュー作であり、表題曲は、アニメ『天使な小生意気』の前期オープニングテーマ。ただしアニメで使用されたものはボーカル、アレンジ共に新録されている。
コーラスは宇徳敬子。

## 収録曲
1. grand blue
  - 作詞：北原愛子　作曲・編曲：徳永暁人
2. LOVE&PEACE WORLD
  - 作詞：北原愛子　作曲・編曲：徳永暁人
3. grand blue -Sunday Morning Groove Mix-
4. grand blue -Instrumental-

## 収録アルバム
オリジナル
- 『PIECE OF LOVE』 (#1)

ベスト
- 『AIKO KITAHARA BEST』 (#1)

コンピレーション
- 『GIZA studio Masterpiece BLEND 2002』 (#1)
- 『GIZA studio 10th Anniversary Masterpiece BLEND 〜FUN Side〜』 (#1)
- 『GIZA studio presents -Girls-』